# Václav Prošek (Architekt)
Václav Josef Prošek (bulgarisch Вацлав Прошек) (* 1860 wahrscheinlich in Beraun, Böhmen; † 2. August 1913 ebenda) war ein tschechischer Architekt, der viele Jahre in Bulgarien verbrachte. Er ist der Bruder von Josef Prošek und der Cousin von Jiří Prošek (* 1847; † 1905) und Theodor Prošek. Alle vier stammten aus Beroun, 30 km südwestlich von Prag. Sein Cousin Jiří Prošek war bereits 1870 als Eisenbahningenieur auf den Balkan gekommen und hatte sich sehr stark für den nationalen Befreiungskampf der Bulgaren engagiert.

## Leben
Václav Prošek hatte von 1879 bis 1885 am Tschechischen Polytechnikum in Prag Architektur studiert. Nach anderen Angaben wird er als Ingenieur bezeichnet. Nach dem Architekturstudium kam Vaclav Prošek auf Einladung seiner Cousins Jiří/Georgi und Theodor/Bogdan Prošek 1886 nach Sofia. Die Cousins hatten 1879 ihre Vornamen offiziell in die entsprechende bulgarische Form umändern lassen: zu Georgi und Bogdan.
Sein Bruder Josef Prošek war bereits 1878 nach Sofia gegangen. Von 1888 bis 1900 wirkte Václav Prošek am Bau des Sofioter Hauptbahnhofs mit, der nach einem Entwurf von Adolf Kolar gebaut wurde. Václav Prošek war er an der Planung der beiden bekanntesten Sofioter Brücken – die Löwenbrücke und die Adlerbrücke beteiligt, die von seinen Cousins Jiří/Georgi und Theodor/Bogdan Prošek und seinem Bruder Josef Prošek gebaut wurden. Danach begann er in Sofia im Familienbetrieb seiner Brüder (Brauerei Prošek) zu arbeiten. Später kehrten er und sein Bruder nach Böhmen zurück.